# Alfred Haakh
Alfred Haakh (* 2. Juni 1858 in Heilbronn; † 28. Juni 1946 in Ulm) war ein deutscher Oberamtmann.

## Leben
Haakh studierte von 1878 bis 1882 Regiminalwissenschaften in Tübingen, Leipzig und München. Seit 1879 war er Mitglied der Studentenverbindung Tübinger Königsgesellschaft Roigel.  Er legte 1882 die erste und 1883 die zweite höhere Dienstprüfung ab.
Danach trat er in die württembergische Innenverwaltung ein. Er leitete von 1883 bis 1890 als Oberamtmann das Oberamt Brackenheim. Anschließend war er von 1900 bis 1905 Regierungsrat bei der Regierung des Schwarzwaldkreises in Reutlingen und von 1905 bis 1918 bei der Regierung des Jagstkreises in Ellwangen. 1910 wurde er Oberregierungsrat. Von 1913 bis 1918 versah er die Geschäfte des Regierungspräsidenten in Ellwangen. Danach war er von 1918 bis 1924 bei der Regierung des Donaukreises in Ulm und 1924 wurde er nach Abschaffung der Kreisregierungen in den Ruhestand versetzt.

## Auszeichnungen
- 1907: Ritterkreuz 1. Klasse des Friedrichsordens
- 1914: Ritterkreuz des Ordens der Württembergischen Krone
- 1916: Wilhelmskreuz